# スコット・エマーソン (野球)
スコット・マシュー・エマーソン（Scott Matthew Emerson, 1971年12月22日 - ）は、アメリカ合衆国メリーランド州ボルチモア出身の元プロ野球選手（投手）、野球指導者。左投両打。現在は、MLBのアスレチックスで投手コーチを務める。

## 経歴
1990年のMLBドラフト21巡目（全体577位）でサンディエゴ・パドレスから指名されたが、この時は契約せずにスコッツデール・コミュニティ・カレッジへ進学した。
1991年のMLBドラフト40巡目（全体1044位）でボルチモア・オリオールズから指名され、プロ入り。現役時代はオリオールズ傘下とボストン・レッドソックス傘下のマイナー球団や独立リーグであるテキサス・ルイジアナ・リーグのリオグランデバレー・ホワイトウィングスでプレーしたが、メジャー昇格が無いまま引退した。
引退後は2000年から2年間はピッツバーグ・パイレーツ傘下のマイナー球団の投手コーチを務めた。2002年よりオークランド・アスレチックスへ移り、A級〜AAA級にかけての各階級での投手コーチやマイナー投手巡回インストラクターを歴任した。2015年からはアスレチックスのブルペンコーチへ就任し、2017年6月からは投手コーチへ転任となった。

## 詳細情報

### 背番号
- 65（2015年 - 2017年）
- 14（2018年 - ）